# Antal Doráti

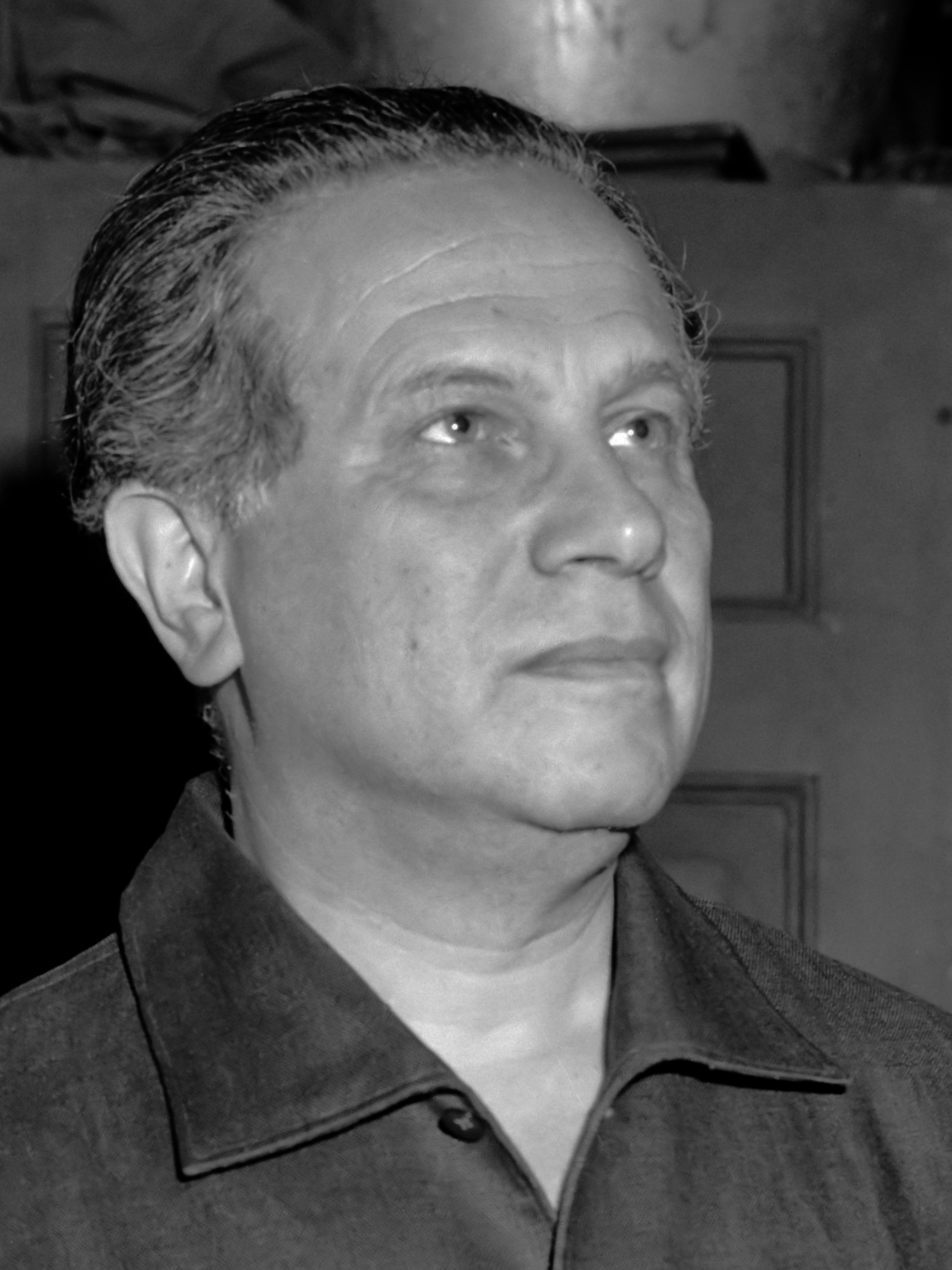
Antal Doráti (1962)

Antal Doráti (Boedapest, 9 april 1906 – Gerzensee (Zwitserland), 13 november 1988) was een dirigent en componist van Hongaarse afkomst.

## Biografie
Zijn eerste lessen kreeg Doráti van zijn vader die violist was in het Filharmonisch orkest van Boedapest. Doráti studeerde aan de Franz Liszt Muziekacademie bij Leo Weiner, Zoltán Kodály en Béla Bartók. Hij vestigde zich in de Verenigde Staten, en kreeg de Amerikaanse nationaliteit in 1947.
Doráti maakte talloze plaatopnames, vooral zijn vertolkingen van Tsjaikovski (onder meer met het Concertgebouworkest), Stravinsky en Bartók kregen grote bijval. Doráti nam als eerste dirigent alle symfonieën van Joseph Haydn op met de Philharmonia Hungarica en maakte ook opnames van diens opera's.

Als orkestleider vierde hij zijn grootste successen met het Minneapolis Symphony Orchestra, het huidige Minnesota Orchestra, waarmee hij ook enkele werken van Béla Bartók uitvoerde. 
Hij componeerde enkele minder bekende eigen werken, maar als componist werkte hij vooral aan ballet-herwerkingen van oorspronkelijk voor orkest geschreven werk, zoals "La Belle Hélène" van Jacques Offenbach. Hij heeft twee symfonieën op zijn naam staan; zijn eerste uit 1955; zijn tweede uit 1985.

## Chefdirigentschappen (onder andere)
- 1948-1963: Minnesota Orchestra;
- 1963-1967: BBC Symphony Orchestra;
- 1975-1978; Royal Philharmonic Orchestra;
- 1977-1981: Detroit Symphony Orchestra.